# 성연
성연(본명: 배성연 , 본명 한자: 裵成嬿, 영어명: Shannon Bae 1999년 5월 25일 ~ )은 과거 대한민국의 걸 그룹 프리스틴의 보컬을 맡았었다.
대한민국 서울특별시 성동구 출생이며 약 7~8세 때부터 미국 캘리포니아주 로스앤젤레스로 이민가서 9년 동안 살았으며 중학교를 졸업한 후에 한국으로 왔다. 한국에서는 서울외국인학교를 졸업하였다. 미국으로 이민 후 미국 시민권을 취득하였으나 국적보유신고를 한 후 기존의 한국 국적을 포기하지 않고 한국과 미국의 이중국적을 보유하고 있다.

## 학력
- Charles H. Kim Elementary School
- John Burroughs Middle School
- Orange County School of the Arts
- 서울외국인학교 고등부 (졸업)

## 작품

### 텔레비전 프로그램
- 2016년 《걸 스피릿》 - 고정